# اورمند بیچ (فلوریدا)
اورمند بیچ (به انگلیسی: Ormond Beach) شهری در شهرستان ولوسیا ایالت فلوریدا است که در سال ۱۸۸۰ بنیان‌گذاری شده‌است. این شهر طبق سرشماری سال ۲۰۱۰ میلادی، ۳۸٬۱۳۷ نفر جمعیت داشته و مساحت آن نیز ۷۵٫۳ کیلومتر مربع است.

## نگارخانه

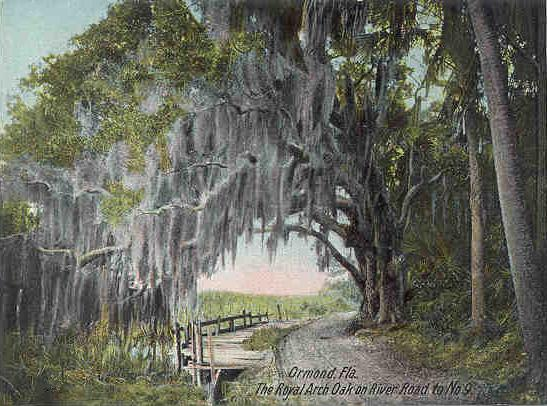
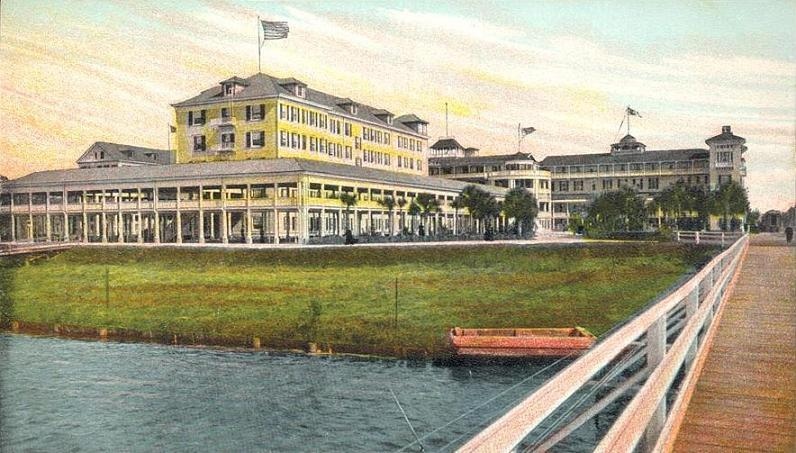
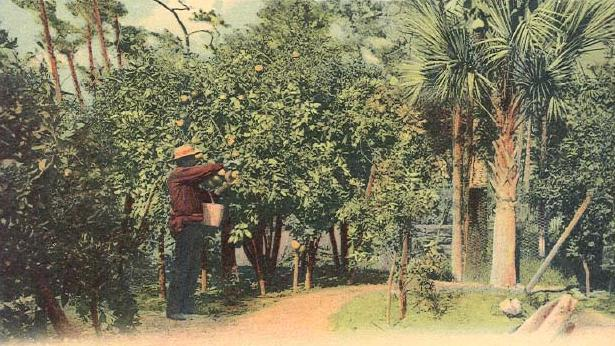
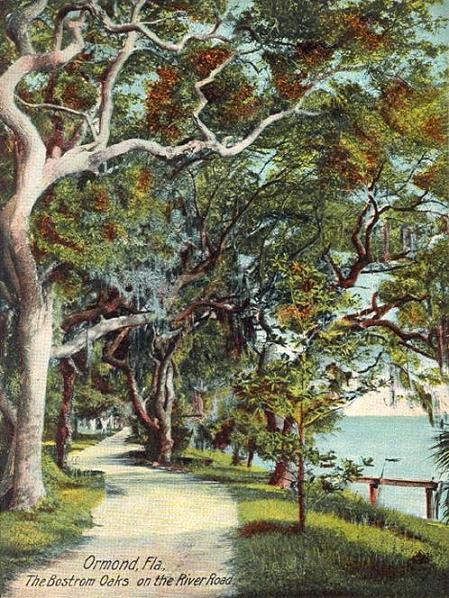